# 331371 Jockers
331371 Jockers è un asteroide della fascia principale. Scoperto nel 2001, presenta un'orbita caratterizzata da un semiasse maggiore pari a 3,0131615 au e da un'eccentricità di 0,0664645, inclinata di 10,82771° rispetto all'eclittica.